# Bistum Babahoyo
Das Bistum Babahoyo (lateinisch Dioecesis Babahoiensis, spanisch Diócesis de Babahoyo) ist eine in Ecuador gelegene römisch-katholische Diözese mit Sitz in Babahoyo.

## Geschichte
Das Bistum Babahoyo wurde am 15. Juli 1948 aus Gebietsabtretungen des Bistums Guayaquil als Apostolisches Vikariat Los Ríos errichtet. Am 10. September 1951 wurde das Apostolische Vikariat zur Territorialprälatur erhoben. Am 22. August 1994 wurde die Territorialprälatur Los Ríos zum Bistum erhoben und in Bistum Babahoyo umbenannt. Das Bistum Babahoyo wurde dem Erzbistum Guayaquil als Suffraganbistum unterstellt.  

## Ordinarien von Babahoyo

### Apostolische Vikare
- Adolfo Maria Astudillo Morales, 13. August 1948 – 10. September 1951

### Prälaten
- Adolfo Maria Astudillo Morales, 10. September 1951 – 1957
- Victor Garaygordóbil Berrizbeitia, 29. November 1963 – 12. Mai 1982
- Jesús Ramón Martínez de Ezquerecocha Suso, 28. Juni 1984 – 22. August 1994

### Bischöfe
- Jesús Ramón Martínez de Ezquerecocha Suso, 22. August 1994 – 27. März 2008
- Fausto Gabriel Trávez Trávez OFM, 27. März 2008 – 11. September 2010, dann Erzbischof von Quito
- Marco Pérez Caicedo, 10. Februar 2012 – 20. Juni 2016, dann Erzbischof von Cuenca
- Skiper Bladimir Yánez Calvachi, seit 27. März 2018